# 増渕格
増渕 格（ますぶち かく、1966年5月7日 - ）は、日本のデザイナー、漫画家、編集者、ライター。別名義として杏東ぢーな、雷門風太がある。

## 略歴
1988年に4コマ漫画家としてデビュー。その後ガイナックス社員、フリーランス、アダルトグッズメーカー社員を経てフリーランス兼オタクバー「スイング・バイ」店長。
『艶話酒場オタクバー』（ぶんか社、作画花見沢Q太郎）の原作を雷門風太名義にて担当。
- 『HELLSING』（平野耕太）の表紙デザインを担当。
- 『中国工場の琴音ちゃん』（井上純一）の表紙デザインを担当。
- 花見沢Q太郎の単行本デザインは1冊目から雷門風太in竹工房（元 増渕格/スタジオ新大陸）に一任している。
- 2016年より東京都町田市にてオタクバー「スイング・バイ」の店長を担当[1]。

## 著書
- 『艶話酒場オタクバー』：ぶんか社（原作担当）